# Кокорина, Ольга Кировна
Ольга Кировна Кокорина  (1923—2022) — советская пловчиха.  Чемпионка СССР по плаванию (1949, 1950). 

## Биография
Выступала под флагом обществ СКА и «Водник» (Ленинград). Тренировалась у Василия Поджукевича и Артемия Либеля.
2-кратная чемпионка СССР (1949, 1950) и многократно призёр чемпионатов СССР (1948—1951, 1953) по плаванию.
Участвовала в Великой Отечественной войне. Муж Лев Александрович также воевал на фронте и был известным пловцом и ватерполистом.
Окончила Институт физкультуры имени Лесгафта. Работала тренером в Ленинграде. Активно и успешно выступала в ветеранских соревнованиях, многократно выиграв титулы чемпионки России, Европы и мира.